# Kamenná Poruba (okres Žilina)
Kamenná Poruba (Hongaars: Kővágás) is een Slowaakse gemeente in de regio Žilina, en maakt deel uit van het district Žilina.
Kamenná Poruba telt 1.843 inwoners.